# Girolamo Colonna (cardinale 1708)
Girolamo Colonna (Roma, 8 maggio 1708 – Roma, 18 gennaio 1763) è stato un cardinale italiano.

## Biografia
Le informazioni biografiche su Girolamo Colonna sono contraddittorie: alcune fonti affermano che fu figlio di Francesco Colonna di Sciarra e della sua consorte Vittoria Salviati e fratello minore di Prospero; altre fonti meglio documentate sostengono invece che fu figlio di Filippo II Colonna di Paliano e della sua seconda moglie Olimpia Pamphilj (figlia primogenita del principe Giovanni Battista), nipote del cardinale Carlo e zio del cardinale Marcantonio.
Da papa Clemente XII fu nominato nel 1732 Prefetto o Maggiordomo dei Sacri Palazzi Apostolici, curando tra l'altro la realizzazione del palazzo della Consulta e il completamento della Fontana di Trevi. Fu creato cardinale da papa Benedetto XIV nel concistoro del 9 settembre 1743, della diaconia di Sant'Angelo in Pescheria, e gli fu concessa la dispensa papale per non aver ancora ricevuto, al tempo della sua promozione, gli ordini minori (cosa che avvenne il 18 settembre dello stesso anno). Nello stesso anno fu nominato Gran priore dell'ordine dei cavalieri di San Giovanni di Gerusalemme a Roma dove a sue spese inizia il restauro della villa.
Divenne vice-cancelliere di Santa Romana Chiesa e ricevette quindi il titolo di San Lorenzo in Damaso, propria di quella carica, mantenendo però la precedente in commenda, finché non la sostituì con quella di Santi Cosma e Damiano prima (1756) e con quella Sant'Agata alla Suburra poi (1760). Fu camerlengo di Santa Romana Chiesa dal 1756 fino alla sua morte.
Nel 1760 diviene erede universale per parte materna del patrimonio Pamphili a seguito delle disposizioni testamentarie dello zio, il principe Girolamo, che tra l'altro istituiva un lascito per il manentimento del cognome Pamphilj (che verrà assunto dal nipote Pietro Colonna Pamphili), entrando in possesso di numerose proprietà e feudi fra cui il palazzo sul Corso, il palazzo a piazza Navona, la villa fuori Porta San Pancrazio, la villa a Monte Magnanapoli,  i palazzi a Viterbo e a San Martino al Cimino oltre alla villa sulla via Nomentana, dove inizia ad edificare il primo nucleo della villa che diverrà successivamente villa Torlonia.
Morì a Roma, la salma venne esposta nella basilica dei Santi XII Apostoli e poi tumulata nella cappella di famiglia nella basilica del Laterano. La sua morte prematura gli impedì di portare a termine i suoi progetti anche sul versante del palazzo Colonna sulla via della Pilotta (dove fece realizzare una nuova galleria con la facciata e i due ponti mediani), per i quali si era avvalso nel tempo degli architetti Nicola Michetti, Paolo Posi e Nicola Salvi, e il patrimonio dei Pamphili fu trasferito da papa Clemente XIII alla famiglia Doria.

## Ascendenza
|                                                                               |                                                                                    |                                                | Genitori                                               |  |  | Nonni |  |  | Bisnonni                                              |  |  | Trisnonni                                        |  |
|                                                                               |                                                                                    |                                                |                                                        |  |  |       |  |  | Marcantonio V Colonna, VII principe e duca di Paliano |  |  | Filippo I Colonna, VI principe e duca di Paliano |  |
|                                                                               |                                                                                    |                                                |                                                        |  |  |       |  |  | Marcantonio V Colonna, VII principe e duca di Paliano |  |  | Filippo I Colonna, VI principe e duca di Paliano |  |
|                                                                               |                                                                                    | Lucrezia Tomacelli                             |                                                        |  |  |       |  |  | Marcantonio V Colonna, VII principe e duca di Paliano |  |  |                                                  |  |
| Lorenzo Onofrio Colonna, VIII principe di Paliano                             |                                                                                    |                                                |                                                        |  |  |       |  |  | Marcantonio V Colonna, VII principe e duca di Paliano |  |  |                                                  |  |
|                                                                               |                                                                                    | Isabella Gioeni                                | Lorenzo III Gioeni e Cardona, principe di Castiglione  |  |  |       |  |  |                                                       |  |  |                                                  |  |
|                                                                               |                                                                                    | Isabella Gioeni                                | Lorenzo III Gioeni e Cardona, principe di Castiglione  |  |  |       |  |  |                                                       |  |  |                                                  |  |
|                                                                               |                                                                                    | Isabella Gioeni                                | Antonia d'Averna, baronessa di Santa Caterina          |  |  |       |  |  |                                                       |  |  |                                                  |  |
| Filippo II Colonna, IX principe e duca di Paliano                             |                                                                                    | Isabella Gioeni                                |                                                        |  |  |       |  |  |                                                       |  |  |                                                  |  |
|                                                                               |                                                                                    | Michele Lorenzo Mancini, barone                | Paolo Mancini, barone                                  |  |  |       |  |  |                                                       |  |  |                                                  |  |
|                                                                               |                                                                                    | Michele Lorenzo Mancini, barone                | Paolo Mancini, barone                                  |  |  |       |  |  |                                                       |  |  |                                                  |  |
|                                                                               |                                                                                    | Michele Lorenzo Mancini, barone                | Vittoria Capocci, nobile romana                        |  |  |       |  |  |                                                       |  |  |                                                  |  |
| Maria Mancini                                                                 |                                                                                    | Michele Lorenzo Mancini, barone                |                                                        |  |  |       |  |  |                                                       |  |  |                                                  |  |
|                                                                               |                                                                                    | Girolama Mazzarino                             | Pietro Mazzarino                                       |  |  |       |  |  |                                                       |  |  |                                                  |  |
|                                                                               |                                                                                    | Girolama Mazzarino                             | Pietro Mazzarino                                       |  |  |       |  |  |                                                       |  |  |                                                  |  |
|                                                                               |                                                                                    | Girolama Mazzarino                             | Ortensia Bufalini                                      |  |  |       |  |  |                                                       |  |  |                                                  |  |
| Girolamo Colonna                                                              |                                                                                    | Girolama Mazzarino                             |                                                        |  |  |       |  |  |                                                       |  |  |                                                  |  |
|                                                                               | Camillo Francesco Maria Pamphili, I principe di San Martino al Cimino e Valmontone | Pamphilio Pamphili                             |                                                        |  |  |       |  |  |                                                       |  |  |                                                  |  |
|                                                                               | Camillo Francesco Maria Pamphili, I principe di San Martino al Cimino e Valmontone | Pamphilio Pamphili                             |                                                        |  |  |       |  |  |                                                       |  |  |                                                  |  |
|                                                                               | Camillo Francesco Maria Pamphili, I principe di San Martino al Cimino e Valmontone | Olimpia Maidalchini                            |                                                        |  |  |       |  |  |                                                       |  |  |                                                  |  |
| Giovanni Battista Pamphili, II principe di San Martino al Cimino e Valmontone | Camillo Francesco Maria Pamphili, I principe di San Martino al Cimino e Valmontone |                                                |                                                        |  |  |       |  |  |                                                       |  |  |                                                  |  |
|                                                                               |                                                                                    | Olimpia Aldobrandini                           | Giorgio Aldobrandini, II principe di Meldola e Sarsina |  |  |       |  |  |                                                       |  |  |                                                  |  |
|                                                                               |                                                                                    | Olimpia Aldobrandini                           | Giorgio Aldobrandini, II principe di Meldola e Sarsina |  |  |       |  |  |                                                       |  |  |                                                  |  |
|                                                                               |                                                                                    | Olimpia Aldobrandini                           | Olimpia Aldobrandini                                   |  |  |       |  |  |                                                       |  |  |                                                  |  |
| Olimpia Pamphili                                                              |                                                                                    | Olimpia Aldobrandini                           |                                                        |  |  |       |  |  |                                                       |  |  |                                                  |  |
|                                                                               |                                                                                    | Innocenzo Facchinetti, III marchese di Vianino | Ludovico Facchinetti, II marchese di Vianino           |  |  |       |  |  |                                                       |  |  |                                                  |  |
|                                                                               |                                                                                    | Innocenzo Facchinetti, III marchese di Vianino | Ludovico Facchinetti, II marchese di Vianino           |  |  |       |  |  |                                                       |  |  |                                                  |  |
|                                                                               |                                                                                    | Innocenzo Facchinetti, III marchese di Vianino | Violante da Correggio                                  |  |  |       |  |  |                                                       |  |  |                                                  |  |
| Violante Facchinetti                                                          |                                                                                    | Innocenzo Facchinetti, III marchese di Vianino |                                                        |  |  |       |  |  |                                                       |  |  |                                                  |  |
|                                                                               |                                                                                    | Ippolita Albergati-Capacelli                   | Gerolamo Albergati-Capacelli, patrizio di Bologna      |  |  |       |  |  |                                                       |  |  |                                                  |  |
|                                                                               |                                                                                    | Ippolita Albergati-Capacelli                   | Gerolamo Albergati-Capacelli, patrizio di Bologna      |  |  |       |  |  |                                                       |  |  |                                                  |  |
|                                                                               |                                                                                    | Ippolita Albergati-Capacelli                   | Anna Maria Malvezzi                                    |  |  |       |  |  |                                                       |  |  |                                                  |  |
|                                                                               |                                                                                    | Ippolita Albergati-Capacelli                   |                                                        |  |  |       |  |  |                                                       |  |  |                                                  |  |